# Wilson Jerman

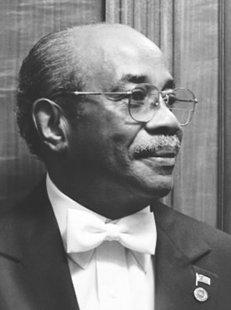
Wilson Jerman (2004)

Wilson Roosevelt Jerman (* 21. Januar 1929 in Seaboard, North Carolina; † 16. Mai 2020 in Woodbridge, Virginia) war ein US-amerikanischer Butler, der unter elf US-Präsidenten im Weißen Haus tätig war.

## Biographie
Wilson Jerman wurde als Sohn eines Landarbeiters geboren. Im Alter von zwölf Jahren brach er die Schule ab, um auf einer Farm zu arbeiten. 1955 zog er nach Washington, D.C. und arbeitete als Caterer, bevor er 1957 – während der Amtszeit von Dwight D. Eisenhower – vom Weißen Haus als Reinigungskraft eingestellt wurde. Damit erreichte er in den 1950er Jahren eine der höchsten beruflichen Positionen, die Afroamerikanern damals offenstanden, so Koritha Mitchell, Professorin für African American studies an der Ohio State University.
Unter John F. Kennedy wurde Jerman in den 1960er Jahren von dessen Ehefrau Jackie zum Butler befördert und blieb bis zu seiner Pensionierung 1993 während der Präsidentschaft von Bill Clinton in diesem Amt. Im Jahr 2003 kehrte er unter George W. Bush in das Weiße Haus zurück und arbeitete zeitweise als Oberkellner und Fahrstuhlführer für Barack Obama, bevor er 2012 endgültig in den Ruhestand ging.
Zur Erinnerung an Jermans über 50-jährige Dienstzeit im Weißen Haus überreichte Präsident Obama ihm eine Reihe von Tafeln, auf denen alle elf Präsidenten, denen er gedient hatte, abgebildet sind. Die First Lady Michelle Obama fügte ein Bild von ihr, dem Präsidenten und Jerman in einem Aufzug in ihr Buch Becoming ein.
Jermans erste Frau Gladys starb 1966 an Lupus; als sie erkrankte, bat Lyndon B. Johnson seinen Hausarzt, sie zu behandeln. Seine zweite Frau Helen starb in den 1990er Jahren. Wilson Jerman starb am 16. Mai 2020 im Alter von 91 Jahren in einem Krankenhaus in Woodbridge, Virginia an den Folgen einer COVID-19-Infektion. Er hinterließ vier Kinder (ein fünftes starb 2011) sowie 12 Enkel- und 18 Urenkelkinder.